# Otto Gumpinger
Otto Gumpinger (* 24. April 1956 in Sankt Willibald) ist ein ehemaliger österreichischer Politiker (ÖVP) und Unternehmer.

## Ausbildung
Otto Gumpinger absolvierte an der HTBLA II (heute LiTEC) eine technische Grundausbildung in der Fachrichtung Elektrotechnik. Es folgte ein Studium der Sozialwissenschaften an der Universität Linz, welches er mit dem Titel Magister abschloss. Seinen Grundwehrdienst leistete er bei der Militärmusik Oberösterreich ab.

## Politische Tätigkeit
Seine politische Karriere begann 1977 bei der Jungen ÖVP Oberösterreich. Von 1985 bis 1986 war er Mitglied des Linzer Gemeinderats.
Er war von 1985 bis 2007 Landtagsabgeordneter in Oberösterreich. Weiters war er Präsident des oberösterreichischen Familienbundes und von "Eine Welt – Oberösterreichische Landlerhilfe".
Otto Gumpinger ist ein Verfechter des „gleichen Wahlrechts für alle Staatsbürger von Geburt an“. Noch nicht wahlberechtigte Kinder sollen bei Wahlen Stimmrecht erhalten, das dann vertretungsweise von den Eltern wahrgenommen werden kann.

## Schlepperaffäre
Nachdem gegen ihn ein Strafantrag betreffend Menschenschmuggel und Veruntreuung eingebracht wurde, stellte er im Juni 2007 sein Landtagsmandat ruhend. Seine politische Immunität wurde bereits im Herbst 2006 vom oberösterreichischen Landtag auf seinen Vorschlag hin aufgehoben. Ihm wurde zur Last gelegt, 27 Moldawiern zur illegalen Einreise in den Schengen-Raum verholfen zu haben. Er soll pro Geschlepptem 450 Euro bekommen und darüber hinaus noch mehr als 17.000 Euro veruntreut haben. Gumpinger bestritt alle Vorwürfe mit dem Argument, seine Organisation fördere nur touristische Gruppenreisen von Osteuropäern nach Westeuropa, er sei getäuscht und missbraucht worden. Am 11. September 2007 wurde er am Landesgericht Linz der Schlepperei mit bedingtem Vorsatz und Veruntreuung schuldig gesprochen und zu 2 Jahren unbedingter Haft verurteilt. Gumpinger legte Berufung ein. Am 13. September 2007 beantrage der ÖVP-Landtagsklub beim Landesrechnungshof eine Prüfung sämtlicher Vereine, die durch Otto Gumpinger geleitet wurden. In der Berufungsverhandlung am 16. Juni 2008 wurde das Verfahren wieder an die erste Instanz zurückgegeben und das Ersturteil aufgehoben. In der Verhandlung vom 9. September 2011 am Landesgericht Linz wurde seitens der Staatsanwaltschaft die Verlesung der schriftlich vorliegenden Aussagen der 9 moldawischen Zeugen, die Gumpinger entlasteten, zugestimmt und die Beantragung einer weiteren Rechtshilfe bei der Republik Moldau nicht mehr vorgenommen.
In einem parallel laufenden Verfahren gegen einen Linzer Rechtsanwalt und einen Dolmetscher, die beide ebenfalls Gumpinger entlasteten, erfolgte bereits ein Freispruch durch das Landesgericht Linz. Dagegen hat die Staatsanwaltschaft Linz Berufung eingelegt, aber der Freispruch wurde bestätigt. Am 14. Oktober 2011 erging nach über vierjähriger Verfahrensdauer ein erstinstanzliches Urteil im zweiten Rechtsgang: Gumpinger wurde zu 14 Monaten Haft verurteilt, davon vier Monate unbedingt. Das Urteil wurde Gumpinger im Februar 2012 zugestellt und wurde von diesem bekämpft. Nach einer neuerlichen Berufung wurde Gumpinger am 26. November 2012 von einem Richtersenat am Oberlandesgericht Linz zu 16 Monaten unbedingter Haft wegen Schlepperei und Veruntreuung verurteilt. Der Richtersenat begründete das strenge Urteil mit der Generalprävention, die eine bedingte Nachsicht ausschließe.

## Diverses
Gumpinger ist geschäftsführender Gesellschafter und 33 % Eigentümer der MSV Multicall GmbH mit Sitz in Linz.
Der „Bundesverband der Siebenbürger Sachsen in Österreich“ verlieh Gumpinger das Goldene Ehrenzeichen.
Otto Gumpinger ist verheiratet, hat drei Kinder.